# Yukio Peter
Yukio Stinson Peter (Aiwo, 29 gennaio 1984) è un sollevatore nauruano.

## Carriera
È stato portabandiera di Nauru ai Giochi della XXVIII Olimpiade, dove ha raggiunto l'ottavo posto finale nel sollevamento pesi categoria fino a 69 kg, miglior posizionamento assoluto di un atleta nauruano nella storia delle olimpiadi.
Nel 2008, nonostante il primo posto nel campionato oceaniano svoltosi in marzo ad Auckland valido come evento di qualificazione alle olimpiadi di Pechino, non è stato selezionato per la partecipazione ai giochi olimpici, al suo posto è stato scelto Itte Detenamo.
In carriera ha partecipato a cinque edizioni dei campionati mondiali, ottenendo come miglior piazzamento un quarto posto nel 2005; ha vinto una medaglia d'oro ai Giochi del Commonwealth e tre ai campionati oceaniani, tutte nella categoria di peso fino a 77 kg.

## Palmarès
| Anno | Manifestazione                | Sede          | Categoria | Risultato | Prestazione | Note              |
| ---- | ----------------------------- | ------------- | --------- | --------- | ----------- | ----------------- |
| 2002 | XVII Giochi del Commonwealth  | Manchester    | 69 kg     | 5º        | 290 kg      | [ 3 ]             |
| 2003 | Campionati mondiali           | Vancouver     | 69 kg     | 25º       | 290 kg      | [ 4 ]             |
| 2004 | XXVIII Olimpiadi              | Atene         | 69 kg     | 8º        | 302,5 kg    | [ 5 ]             |
| 2005 | Campionati mondiali           | Doha          | 77 kg     | 4º        | 348 kg      | [ 4 ]             |
| 2006 | XVIII Giochi del Commonwealth | Melbourne     | 77 kg     | DNF       | -           | [ 6 ]             |
| 2006 | Campionati mondiali           | Santo Domingo | 77 kg     | 8º        | 341 kg      | [ 4 ]             |
| 2007 | Campionati mondiali           | Chiang Mai    | 77 kg     | DNF       | -           | [ 4 ]             |
| 2008 | Campionati oceaniani          | Auckland      | 77 kg     | Oro       | 315 kg      | [ 7 ]             |
| 2009 | Campionati mondiali           | Goyang        | 77 kg     | 10º       | 344 kg      | [ 8 ]             |
| 2009 | Campionati oceaniani          | Darwin        | 77 kg     | Oro       | 349 kg      | [ 9 ]             |
| 2009 | Mini Giochi del Pacifico      | Rarotonga     | 85 kg     | Oro       | 340 kg      | [ 10 ]            |
| 2010 | XIX Giochi del Commonwealth   | Delhi         | 77 kg     | Oro       | 333 kg      | Record dei Giochi |
| 2011 | Campionati oceaniani          | Darwin        | 77 kg     | Oro       | 347 kg      | [ 12 ]            |
| 2013 | Mini Giochi del Pacifico      | Matāʻutu      | 85 kg     | Oro       | 300 kg      | [ 13 ]            |